# 彻格莱
彻格莱，是匈牙利维斯普雷姆州所辖的一个村，总面积16.91平方公里，总人口650，人口密度38.4人/平方公里（2010年1月1日）。